# سقوط الإمبراطورية الرومانية الغربية

الرومانية الإمبراطورية الرومانية الغربية والشرقية بحلول عام 476م

يشير انهيار الإمبراطورية الرومانية إلى ما حدث في الإمبراطورية الرومانية الغربية في القرن الخامس الميلادي وأدى لتفتتها وفقدان سيطرتها على كثير من مناطق نفوذها. قام المؤرخون بافتراض العديد من النظريات السببية منها ما يرجع السبب الأكبر لفساد المؤسسات السياسية والاقتصادية والعسكرية وغيرها من المؤسسات الاجتماعية المشتركة في الغزوات البربرية والمغتصبين من داخل الإمبراطورية، عدم كفاءة الحكام، تدهور حالة السكان وانخفاض عددهم. تناول هذه المسألة «الانهيار» أحد المؤرخين البارزين وهو المؤرخ الإنجليزي إدوارد جيبون (Edward Gibbon) في كتابه انهيار الإمبراطورية الرومانية وسقوطها (The Decline and Fall of the Roman Empire) (عام 1776م) الذي لاقى انتشارًا واسعًا قد أعلن هذا المفهوم المعروف لدى القراء. ولم يكن جيبون هو المفكر الوحيد الذي تحدث عن سبب انهيار الإمبراطورية الرومانية ووقته. «فمنذ القرن الثامن عشر الميلادي فصاعدًا،» ذكر جلين دبليو بورسوك (Glen W. Bowersock): «لقد استحوذت علينا فكرة السقوط، وتم تقييمها باعتبارها النموذج الأصلي لكل انهيار ملموس ومن هنا اعتبرت رمزًا للمخاوف الخاصة بنا.»  ورغم ذلك لا تزال القصة واحدة من أكبر الأسئلة التاريخية ولها تقاليد عريقة يهتم بها العلماء. جمع البروفيسور الألماني ألكسندر ديماندت (Alexander Demandt) في عام 1984م حوالي 210 نظرية مختلفة حول سبب سقوط روما وتلتها نظريات جديدة منذ ذلك الحين.
لوحظ أن هذا الانهيار كان على مدار أربعة قرون وبلغ ذروته في التدهور النهائي للإمبراطورية الرومانية الغربية في 4 من سبتمبر 476م لكن بعد فوات الأوان، عندما عُزل رومولوس أوغسطس (Romulus Augustus)، آخر إمبراطور لـ الإمبراطورية الرومانية الغربية، عينه شيخ قبائل الجرمان أودواكر (Odoacer). وتساءل بعض المؤرخين المعاصرين عن أهمية هذا التاريخ، حيث كان ذلك هو أحد الأسباب التي جعلت الإمبراطورية الرومانية الشرقية تعترف بالإمبراطور يوليوس نيبوس (Julius Nepos)، واستقر بقية حياته في دالاماتيا، حتى اغتياله في عام 480م. أما القوط الشرقيون الذين خلفوا الرومانيين، فقد اعتبروا أنفسهم محافظين على النهج المباشر للتقاليد الرومانية. (مرت الإمبراطورية الرومانية الشرقية بمسارات مختلفة حيث تدهورت حالتها بصورة شديدة بعد عام 1000 ميلادي حتى سقوط القسطنطينية عام 1453م على يد العثمانيين، وتفاقمت العديد من الأحداث بعد موقف الإمبراطورية الغربية عام 378م. وقد أكد عدد من المؤرخين المختلفين على وقوع معركة أدريانوبل (Adrianople) عام 378م ووفاة ثيودوسيوس الأول (Theodosius I) عام 395م (في المرة الأخيرة التي حدث فيها توحيد سياسي للإمبراطورية الرومانية) وعبور نهر الراين عام 406م عن طريق القبائل الجرمانية وإعدام ستيليكو (Stilicho) عام 408، ونهب روما (Sack of Rome) عام 410م، ووفاة قسطنطين الثالث (Constantius III) عام 421م ووفاة أيتيوس (Aetius) عام 454م وساك الحاكم الثاني لروما عام 455م ووفاة ماجوريان (Majorian) عام 461م. وفسرت المدرسة الحديثة مفهوم مراحل «السقوط» بالسقوط العكسي وليس الأمامي، حيث أعلنت أن هذه التغيرات الكبيرة قد تكون أكثر دقة لوصفها بالتحول المعقد.

## المقاربات التاريخية والتوليفات المعاصرة
منذ العام 1776، وعلى إثْر نشْر إدوارد جيبون المجلد الأول من كتابه «تاريخ ضعف وسقوط الإمبراطورية الرومانية»، أصبح التدهور والسقوط هما العنوان الرئيسي الذي انبثق منه جزء كبير من أبحاث تاريخ الإمبراطورية الرومانية. كتب المؤرخ غلين باورسوك: «ابتداءً من القرن الثامن عشر، أصابَتنا حمّى موضوع السقوط: فقد أُعليَ مِن شأنه بوصفه أنموذجًا لكل تراجع ملحوظ، وبالنتيجة كرمزٍ لمخاوفنا».
لا يُعتبر سقوط الإمبراطورية المفهوم الوحيد الجامِع لتلك الأحداث؛ إذ تُثبِت الفترة التي يُطلَق عليها اسم العصور القديمة المتأخرة الاستمراريةَ الثقافية في جميع أطوار فترة الانهيار السياسي وما بعدها.

### نموذج تحليلي آخر لهذه الفترة
راح الباحثون، على الأقل منذ زمن هنري بيرين، يفصّلون استمرارية الثقافة الرومانية والشرعية السياسية بعد العام 476.:5–7 أجّل بيرين تاريخَ اندثار العصور الكلاسيكية القديمة حتى القرن الثامن. ورفض المفهوم القائل أن البرابرة الجرمانيين قد تسببوا في زوال الإمبراطورية الرومانية الغربية، كما رفض اعتبار سقوط الإمبراطورية الرومانية الغربية نتيجةً لازمةً لنهاية حُكم الإمبراطور الروماني في إيطاليا. أشار بيرين إلى الاستمرارية الرئيسية لاقتصاد البحر الأبيض المتوسط الروماني حتى بعد حملات الغزو البربرية، وقدم أطروحة مفادها أن الفتوحات الإسلامية فحسب هي التي تشكّل القطيعة النهائية مع العصور القديمة.
وفقًا للاستنباط المعاصر بخصوص الحقبة التاريخية التي يُطلق عليها «العصور القديمة المتأخرة»، فثمة تأكيد على تحوّل العوالم القديمة إلى عوالم القرون الوسطى ضمن استمرارية ثقافية واحدة. وفي العقود الأخيرة، تُوسِّع الآراء المستندة إلى علم الآثار نطاقَ الاستمرارية في الثقافة المادية وأنماط الاستيطان للعصور القديمة حتى أواخر القرن الحادي عشر. بناءً على ملاحظة الواقع السياسي للسيطرة المفقودة (وما نجم عنها من تشظٍّ للتجارة، والثقافة، واللغة)، بالإضافة إلى الاستمرارية الثقافية والأثرية، فقد وُصفت العملية بأنها تحول ثقافي معقّد، أكثر منه سقوطًا.:34
وعليه، «تغير مفهوم العصور القديمة المتأخرة بشكل جوهري: إذ لم يعد يُنظر إلى تلك الفترة بوصفها حقبة من التراجع والتأزّم، بل على أنها حقبةُ تحوُّل في منطقة البحر الأبيض المتوسط». بل طُرِح مفهوم العصور القديمة المتأخرة كنقيضٍ مفنّد لفكرة السقوط، إنمّا في النقاشات بخصوص طبيعة العصور القديمة المتأخرة، ليس ثمة خلافٌ حول حقيقة التصدّع السياسي؛ يجدر بالذكر أن وجهة النظر الدينية أو الثقافية هي التي تصرّ على اعتبار عملية السقوط كحالةِ استمراريةٍ وليست تغييرًا جذريًا.

## الفترة الزمنية
كان سقوط الإمبراطورية الرومانية الغربية عمليةً فشلت في فرض حكمها، فمن المتفق عليه عالميًا حدوث فقد في السيطرة السياسية المركزية على الغرب، وضعف السلطة في الشرق، لكن موضوع الضعف أخذ فترة زمنية أكبر بكثير من مئة عام منذ 376. بالنسبة إلى كاسيوس ديو كان يمثل الانضمام للإمبراطور كومودوس في عام 180 للميلاد انتقالًا من مملكة من الذهب إلى مملكة من الصدأ والحديد، بينما بدأ غيبون أيضًا بوصفه للانحدار، والضعف منذ عهد كومودوس بعد عدد من الأحداث التمهيدية. وناقش أرنولد جي. توينبي، وجيمس بيرك أن الحقبة الإمبراطورية بأكملها كانت انحدارًا مستمرًا للمؤسّسات منذ فترة الجمهوريين. أما ثيودور مومزن الحائز على جائزة نوبل لكتابه تاريخ روما (1854-1856) فقد استبعد الفترة الإمبراطورية. استُخدم العام 476 بأنه نهاية سقوط الإمبراطورية منذ أن وضعه غيبون، لكن التواريخ الرئيسية الأخرى لسقوط الإمبراطورية الرومانية في الغرب تشمل أزمة القرن الثالث، ومعبر الراين في 406 (أو 405)، وسلب روما في 410، وموت يوليوس نيبوس في 480.

### الأسباب
أعطى غيبون صياغة كلاسيكية للأسباب التي أدت إلى حدوث السقوط. بدأ جدالًا مستمرًا سببه إعطاؤه دورًا هامًا للمسيحية في سقوط الإمبراطورية الرومانية الغربية، والذي لم يعد مقبولًا من قبل بعض مؤرخي الرومان الحديثين، على أي حال أعطى أيضًا أهمية كبرى لأسباب أخرى، منها الضعف الداخلي، والهجمات من خارج الإمبراطورية.

جاء في كتاب إدوارد غيبون، تراجع وسقوط الإمبراطورية الرومانية، ملاحظات عامة على سقوط الإمبراطورية الرومانية في الغرب، الفصل 33:
إن قصة سقوطها بسيطة وواضحة، وبدلًا من الاستفسار عن سبب سقوط الإمبراطورية الرومانية، ينبغي لنا أن نتفاجأ من بقائها لفترة طويلة. الفيالق المنتصرة التي احتوت على الغرباء، والمرتزقة قمعت في البداية حرية الجمهورية، وانتهكت بعد ذلك الجلالة الملكية. الأباطرة الذين كانوا حريصين على سلامتهم الشخصية والسلامة العامة تحولوا إلى الوسيلة الأساسية المسؤولة عن تخريب النظام. وأُضعفت قوة الحكومة العسكرية، وانحلّت أخيرًا بواسطة المؤسسات الجزئية الموجودة في قسنطينة، وكان العالم الروماني غارقًا في بحر من البرابرة.   
ذكر ألكسندر ديمانت وجود 210 نظريات حول سبب سقوط روما، وظهرت إضافة لهذه النظريات نظريات جديدة منذ ذلك الحين، وما يزال المؤرخون يحاولون تحليل أسباب فقدان السيطرة السياسية على مساحات واسعة (وكموضوع فرعي، أسباب بقاء الإمبراطورية الرومانية الشرقية)، ووُضعت مقارنة لها مع الصين بعد نهاية عهد أسرة هان، التي أعادت تأسيس الوحدة تحت حكم أسرة سوي، بينما بقي العالم المتوسطي مُفكّكًا سياسيًا.
يحدد هاربر المناخ الروماني الأمثل من حوالي عام 200 قبل الميلاد إلى 150 بعد الميلاد، عندما كانت الأراضي المحيطة بالبحر المتوسط دافئة والمياه متوفرة. من 150 إلى 450 للميلاد دخل المناخ في فترة انتقالية، وكان جمع الضرائب وقتها أكثر صعوبة. وتقريبًا بعد العام 450 ازداد المناخ سوءًا في العصر الجليدي المُصغّر في الفترة القديمة المتأخرة.

### الطابع والصفات الأخرى
وصف الباحثون في التاريخ الروماني بدءًا من هنري بيرين وجود استمرارية للثقافة الرومانية والشرعية السياسية حتى فترة طويلة بعد عام 476. أجّل بيرين باعتقاده زوال الحضارة الكلاسيكية حتى القرن الثامن، وتحدّى فكرة أن البرابرة الجرمانيين هم الذين تسببوا في إنهاء الإمبراطورية الرومانية الغربية، ورفض فكرة أن تكون نهاية الإمبراطورية الرومانية الغربية قد حدثت عند سقوط مكتب الإمبراطور في إيطاليا، وأشار إلى أهمية استمرارية الحركة الاقتصادية في البحر المتوسط الروماني حتى بعد الغزوات البربرية، وأشار إلى أنه فقط الفتوحات الإسلامية هي التي تمثل الانفصال الحاسم عن العصور القديمة. تؤكد الصيغة الحديثة للفترة التاريخية التي توصف بالعصور القديمة المتأخرة على تحول العالم القديم إلى العصور الوسطى ضمن استمرارية ثقافية.

## أوج صعود القوة والأزمات والتعافي

### أوج القوة، نقاط الضعف
وصلت الإمبراطورية الرومانية إلى أقصى امتداد جغرافي لها في عهد تراجان (بين عامي 98 و117)، والذي حكم دولة مزدهرة امتدت من أرمينيا إلى المحيط الأطلسي. امتلكت الإمبراطورية عددًا كبيرًا من الجنود المدربين والمجهزين والمنضبطين، مستمدين من العدد المتزايد من السكان. وقد امتلكت أيضا إدارة مدنية شاملة مقرها في المدن المزدهرة، وسيطرة كبيرة على المال العام. سمحت قوة الإمبراطورية لها بالحفاظ على الاختلافات الشديدة في الثروة والوضع الاجتماعي (بما في ذلك انتشار العبودية على نطاق واسع)، وسمحت شبكاتها التجارية واسعة النطاق حتى للأسر المتواضعة بالحصول على السلع التي صنعها الاشخاص المحترفون بعيدًا.
امتلكت الإمبراطورية القوة والمرونة. سمح لها نظامها المالي برفع الضرائب التي دعمت وأسست جيشًا نظاميًا كبيرًا مدربًا على الرغم من الفساد المنتشر. ضمن هرم المناصب الروماني (سلسلة موحدة من المناصب العسكرية والمدنية المنظمة للرجال الأرستقراطيين الطموحين) أن يكون النبلاء الأقوياء على دراية بالقيادة والإدارة العسكرية والمدنية. حصل مئات من الأشخاص في المستوى الأدنى داخل الجيش والمرتبطين بالأرستقراطيين والمثقفين والمسؤولين عن التدريب والانضباط والإدارة والقيادة في المعركة على مكافآت جيدة. عملت حكومات المدن مع خصائصها وإيراداتها بفعالية على المستوى المحلي، تضمنت عضوية مجالس المدن فرصًا جيدة لصنع قرار مستقل، وأصبحت تعتبر ميزة على الرغم من مسؤولياتها. لم تقع أي حروب داخلية على خلافة الإمبراطورية في ظل وجود سلسلة من الأباطرة الذين تبنى كل منهم خلفًا ناضجًا وقويًا. كان ممكنًا تقديم الطلبات مباشرة إلى الأباطرة، وحظيت الإجابات بقوة مثل القانون، مما جعل قوة الأباطرة متصلة بشكل مباشر مع المواضيع الصغيرة. كانت الأديان التي تؤمن بتعدد الآلهة متنوعة بشكل كبير، لكن لم يزعم أحد منها أنَّ دياناته هي الوحيدة الصحيحة، وأظهر أتباع تلك الديانات التسامح المتبادل مما أدى إلى وجود انسجام ديني. كان الصراع الديني نادرًا بعد قمع ثورة بار كوخبا في عام 136.

### تدهور المناخ وانتشار الطاعون
تدهور المناخ منذ عام 150 في المتوسط إلى حد كبير بالنسبة لمعظم الأراضي المأهولة بالسكان حول البحر المتوسط. أدّت الوفيات الكبيرة التي حدثت في الفترة ما بين عامي 165 و180 من جراء الطاعون الأنطوني إلى ضعف محاولات صد الغزاة الجرمانيين، لكن الجيش حافظ بشكل عام على حدود الإمبراطورية أو أعاد السيطرة عليها بسرعة.

### أزمة القرن الثالث
عانت الإمبراطورية من أزمات خطيرة متعددة خلال القرن الثالث. ألحقت الإمبراطورية الساسانية الصاعدة ثلاث هزائم ساحقة للجيوش الرومانية وشكلت تهديدًا قويًا لعدة قرون. شملت بعض الكوارث الأخرى الحروب الأهلية المتكررة، والغزوات البربرية، والمزيد من الوفيات الجماعية بسبب الطاعون القبرصي (منذ عام 250 فصاعدًا). تخلت روما عن مقاطعة داسيا في شمال نهر الدانوب (عام 271)، وانقسمت الإمبراطورية إلى الامبراطورية الغالية في الغرب (260 -274)، إمبراطورية تدمر في الشرق (260 –273) وبقايا الدولة الرومانية المركزية. تعرضت حدود الراين/الدانوب أيضًا لتهديدات أكبر من التجمعات البربرية الكبيرة، والتي طورت الزراعة وزاد عدد سكانها. نجت الإمبراطورية من (أزمة القرن الثالث)، ووجهت اقتصادها بنجاح نحو الدفاع، لكن النجاة حولتها لدولة أكثر مركزية وبيروقراطية. توقفت الطبقة الأرستقراطية في عهد الإمبراطور غالينوس (حكم منذ عام 253 وحتى 268) عن الانضمام إلى صفوف القادة العسكريين الكبار، وافتقر أعضاؤها إلى الاهتمام بالخدمة العسكرية وأظهروا عدم الكفاءة في القيادة.